# Det kyrilliske alfabet
Det kyrilliske alfabet er et alfabet, der bruges blandt andet til at kommunikere på 7 forskellige østeuropæiske/slaviske sprog (bulgarsk, hviderussisk, makedonsk, russisk, serbisk, ukrainsk) udover Østeuropa så gøres der også brug af alfabetet i den asiatiske del af Rusland og i nogle få asiatiske sprog der har været under indflydelse af Sovjetunionen.

## Oprindelse
Det kyrilliske alfabet opstod i det Bulgarske Rige i det 10. århundrede, delvist baseret på den græske majuskelskrift, delvist på det glagolitiske alfabet, der blev opfundet af to brødre fra Thessaloniki kaldet slavernes apostle, den hellige Kyrillos og den hellige Methodios, der i deres mission blandt slaverne havde brug for et slavisk skriftsprog, så de kunne oversætte bibelen. Det kyrilliske alfabet tillægges som regel St. Klement af Ohrid, en bulgarsk lærd og discipel af de to helgener, men nyere forskning godtgør, at alfabetet snarere er udviklet på Preslavs litterære skole i det nordøstlige Bulgarien, hvor man har fundet de ældste kyrilliske inskriptioner, der går tilbage til 940'erne e. Kr.

## Anvendelse
Det kyrilliske alfabet blev brugt sideløbende med det glagolitiske alfabet fra slutningen af 800-tallet og anvendes stadig i en række forskellige varianter. Det kyrilliske alfabet er altså ikke helt identisk på de forskellige sprog, som benytter det. Det tidlige kyrilliske alfabet havde op imod 45 forskellige bogstaver, men mange bogstaver er faldet bort ved forskellige reformer; således skrives russisk fx med 33 bogstaver, medens serbisk kun bruger 30 bogstaver.
Peter den Store gennemførte en skriftreform som forenklede alfabetet og det danner i dag grundlaget for en række moderne slaviske sprogs alfabeter:
- Det russiske alfabet
- Det ukrainske alfabet
- Det hviderussiske alfabet
- Det serbiske alfabet
- Det bulgarske alfabet
- Det makedonske alfabet

Derudover også et par ikke-slaviske indoeuropæiske sprogs alfabeter:
- Det kurdiske kyrilliske alfabet
- Det tadsjikiske alfabet

Endelig i flere ikke-indoeuropæiske sprogs alfabeter:
- Det kasakhiske alfabet
- Det mongolske alfabet (i konkurrence med oldmongolsk alfabet, af uigurisk herkomst)
- Det usbekiske alfabet
- Det turkmenske alfabet
- Det uiguriske alfabet
- Det tjuvasjiske alfabet
- Det jakutiske alfabet
- Det evenske alfabet
- Det jukagiriske alfabet

## Oversigt over det kyrilliske alfabet
Se også Hjælp:Translitteration#Kyrillisk for oversigt over den translitteration der anvendes på den danske Wikipedia.
| ordinær | kursiv | udtale                                                                       | translitteration ISO/R 9 | translitteration engelsk | translitteration dansk    |
| А а     | А а    | [a]                                                                          | a                        | a                        | a                         |
| Б б     | Б б    | [b], (foran и, е, я, ю) [b']                                                 | b                        | b                        | b                         |
| В в     | В в    | [v], (foran и, е, я, ю) [v']                                                 | v                        | v                        | v                         |
| Г г     | Г г    | [g], (foran и, е, я, ю) [g']                                                 | g                        | g                        | g                         |
| Д д     | Д д    | [d], (foran и, е, я, ю) [d']                                                 | d                        | d                        | d                         |
| Е е     | Е е    | [jæ], (efter kons.) [æ] tryksvagt [ji], (efter kons.) [i], (efter ш, ж, ц) y | e                        | ye, e                    | je, (efter kons., ь, ъ) e |
| Ё ё     | Ё ё    | [jo], (efter kons.) [o]                                                      | ë                        | yo, e                    | jo, (efter ч, ш, щ) o     |
| Ж ж     | Ж ж    | [ž]                                                                          | ž                        | zh                       | sj (se nedenfor)          |
| З з     | З з    | [z], (foran и, е, я, ю) [z']                                                 | z                        | z                        | s (se nedenfor)           |
| И и     | И и    | [i], (efter ь) [ji], (efter ш, ж, ц) [y]                                     | i                        | i                        | i, (efter ь) ji           |
| Й й     | Й й    | [j]                                                                          | j                        | y                        | j                         |
| К к     | К к    | [k], (foran и, е, я, ю) [k']                                                 | k                        | k                        | k                         |
| Л л     | Л л    | [l], (foran и, е, я, ю) [l']                                                 | l                        | l                        | l                         |
| М м     | М м    | [m], (foran и, е, я, ю) [m']                                                 | m                        | m                        | m                         |
| Н н     | Н н    | [n], (foran и, е, я, ю) [n']                                                 | n                        | n                        | n                         |
| О о     | О о    | [o] tryksvagt [a]                                                            | o                        | o                        | o                         |
| П п     | П п    | [p], (foran и, е, я, ю) [p']                                                 | p                        | p                        | p                         |
| Р р     | Р р    | [r], (foran и, е, я, ю) [r']                                                 | r                        | r                        | r                         |
| С с     | С с    | [s], (foran и, е, я, ю) [s']                                                 | s                        | s                        | s                         |
| Т т     | Т т    | [t], (foran и, е, я, ю) [t']                                                 | t                        | t                        | t                         |
| У у     | У у    | [u]                                                                          | u                        | u                        | u                         |
| Ф ф     | Ф ф    | [f], (foran и, е, я, ю) [f']                                                 | f                        | f                        | f                         |
| Х х     | Х х    | [x], (foran и, е, я, ю) [x']                                                 | x / ch                   | kh                       | ch                        |
| Ц ц     | Ц ц    | [ts]                                                                         | c                        | ts                       | ts                        |
| Ч ч     | Ч ч    | [tš]                                                                         | č                        | ch                       | tj                        |
| Ш ш     | Ш ш    | [š]                                                                          | š                        | sh                       | sj                        |
| Щ щ     | Щ щ    | [š:]                                                                         | šč                       | shch                     | sjtj                      |
| Ъ ъ     | Ъ ъ    | stumt (kaldes "hårdt tegn")                                                  | "                        |                          |                           |
| Ы ы     | Ы ы    | [y] (den russiske vokal er kortere end den danske)                           | y                        | y                        | y                         |
| Ь ь     | Ь ь    | ['] (kaldes "blødt tegn")                                                    | '                        |                          |                           |
| Э э     | Э э    | [æ]                                                                          | ė                        | e                        | e                         |
| Ю ю     | Ю ю    | [ju], (efter kons.) [u]                                                      | ju                       | yu                       | ju                        |
| Я я     | Я я    | [ja], (efter kons.) [a]                                                      | ja                       | ya                       | ja                        |

Ovenstående vejledning for translitteration til dansk er som angivet af Dansk Sprognævn i dennes publikation "Stavning af russiske navne", København, 1970. Af afvigende translitterationer fra dette system ses på dansk også translitterationen af Ж ж (Dansk Sprognævn: Sj sj) til Zj zj samt af З з (Dansk Sprognævn: S s) til Z z. I begge tilfælde afspejler varianterne med Z en skelnen mellem hhv. stemt og ustemt lyd. Denne skelnen findes ikke i dansk udtale, men findes på russisk og f.eks. engelsk. Ж ж (Zj zj) og З з (Z z) afspejler dermed stemte lyde, mens Ш ш (Sj sj) og С с (S s) angiver ustemte lyde.